# Павуки-стрибуни
Павуки́-стрибуни́ (Salticidae) — родина з підряду аранеоморфних павуків, до якого входить понад 550 родів і 5000 видів, це приблизно 13% всіх видів павуків. У павуків-стрибунів гарний зір, вони ним користуються на полюванні та навігації. Павуки користуються легенями і трахейною системою, у них бімодальна дихальна система.

## Місце проживання
Ці павуки живуть в найрізноманітніших місцях. У тропічних лісах зустрічається безліч видів, також вони зустрічаються в помірній зоні лісів, напівпустелях, пустелях, а також у горах. Вид Euophrys omnisuperstes був знайдений на вершині гори Джомолунгма Ванлессом (англ. Wanless) в 1975 році. Деякі види з цієї родини, наприклад, звичайного павука-стрибуна (Salticus scenicus) можна помітити на кам'яних і цегляних стінах, на яких він гріється на сонці.

## Зовнішність

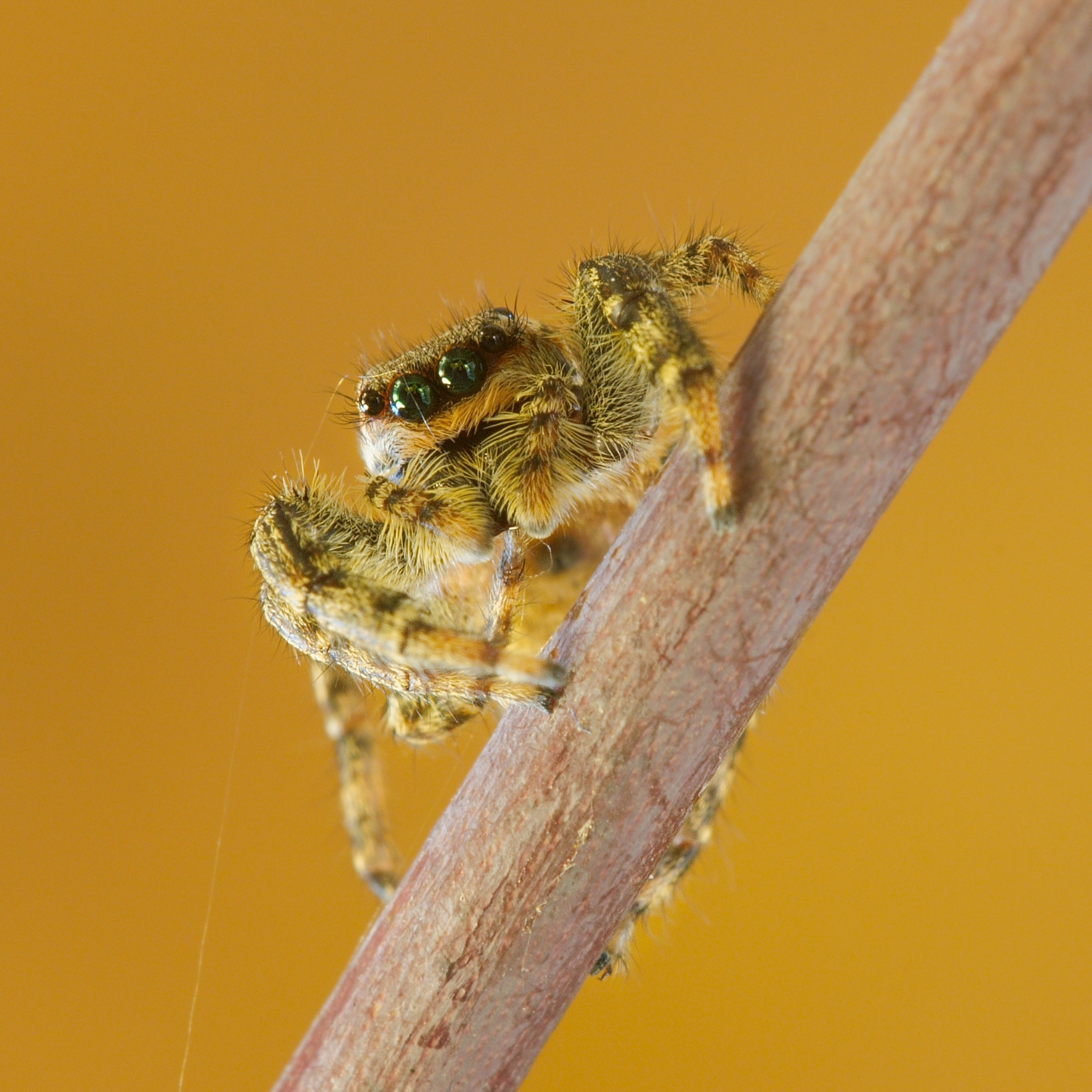
Павук-стрибунець Marpissa muscosa

Всі види цієї родини мають вісім очей, розташованих у два ряди. Два великих висунутих вперед ока використовуються для стереоскопічного зору.
Вони мають найрізноманітніші малюнки й кольори. Багато видів павуків-стрибунів імітують мурах (павуки роду Myrmarachne), жуків і псевдоскорпіонів.

## Поведінка
Павуки-стрибуни активні денні мисливці. У них добре розвинена внутрішня гідравлічна система: можливість розширювати свої кінцівки внаслідок зміни тиску в крові. Це дозволяє павукам стрибати на великі відстані від 20 до 60 см, що навіть у 75—80 разів перевищує розмір їх тіла. Перед стрибком павук страхується: прикріплює на те місце, звідки буде відбуватися стрибок, шовкову нитку павутини.
На відміну від інших павуків вони легко видираються по склу. Дуже маленькі волоски і кігті допомагають у цьому.
Павуки-стрибуни використовують шовкову нитку як будматеріал для житла, в якому самка відкладає яйця і стежить за ними поки не вилупляться дитинчата.